# دهستان میان‌جوین
میان جوین، دهستانی از توابع بخش هلالی و در شهرستان جغتای استان خراسان رضوی ایران است.

## جمعیت
بر اساس سرشماری سال ۱۳۸۵ جمعیت این دهستان (۲٬۸۱۲خانوار) برابر با ۱۱٬۵۶نفر
بوده است.